# Cumbia (Colombia)
La cumbia es un género musical y baile folclórico tradicional de la costa Caribe colombiana. Posee elementos de tres vertientes culturales, indígena, africana y europea (española), siendo consecuencia del mestizaje entre estas culturas durante la Conquista y la época virreinal. 
El investigador Guillermo Abadía Morales en su Compendio del folclor colombiano, volumen 3, #7, publicado en 1962, afirma que "ello explica el origen en la conjugación zamba del aire musical por la fusión de la melancólica flauta indígena, gaita o caña de millo, es decir, Tolo o Kuisí, de las etnias Cunas y Koguis, respectivamente, y la alegre e impetuosa resonancia del tambor africano. El ayuntamiento etnográfico ha quedado simbolizado en los distintos papeles que corresponden en el baile de la cumbia a cada sexo". La presencia de estos elementos culturales se puede apreciar así:
- En la instrumentación están los tambores de origen negro africano; las maracas, el guache y los pitos (caña de millo y gaitas) de origen indígena; mientras que los cantos y coplas son aporte de la poética española, aunque adaptadas luego.
- Presencia de movimientos sensuales, marcadamente galantes, seductores, característicos de los bailes de origen africano.
- Las vestiduras tienen claros rasgos españoles: largas polleras, encajes, lentejuelas, candongas y los mismos tocados de flores y el maquillaje intenso en las mujeres; camisa y pantalón blanco, pañolón rojo anudado al cuello y sombrero en los hombres.
- Se caracteriza por llevar los danzantes una vela encendida en la mano.[1]

A partir de la década de 1940, la cumbia comercial o moderna se expandió desde Colombia al resto de Hispanoamérica, tras lo cual se popularizó en todo el continente siguiendo distintas adaptaciones comerciales, como la cumbia argentina, la cumbia boliviana, la cumbia chilena,  la cumbia costarricense,  la cumbia mexicana, la cumbia paraguaya, la cumbia peruana, la cumbia salvadoreña y la cumbia venezolana.

## Etimología
En 1930, el musicólogo panameño Narciso Garay asumió que la palabra cumbia comparte la misma raíz lingüística del vocablo cumbé, baile de origen africano registrado en el Diccionario de la Real Academia Española como "Danza de la Guinea Ecuatorial" y "Son con que se baila el cumbé".
La folclorista colombiana Delia Zapata Olivella, en su publicación de 1962, "La Cumbia: Síntesis Musical de la Nación Colombiana, Reseña Histórica y Coreográfica",  señala que la única voz similar a cumbia que acoge la Academia Española, es la de cumbé: "cierto baile de negros y tañido de este baile". Y que cumbes (sin tilde), se llaman los negros que habitan en Bata, en la Guinea continental española (actual Guinea Ecuatorial).
El investigador cultural colombiano Jorge Diazgranados Villarreal en su artículo "La cumbia, el jolgorio y sobre todo el placer", publicado en 1977 establece:

Cumbia viene de Cumbague y Cumbague era la personificación del cacique indígena pocabuyano, se dice que Cumbague además de tener un carácter belicoso y audaz, debía ser un excelente bebedor de maco (chicha) porque todos los de su raza eran muy borrachos y amigos del baile y la juerga.

El musicólogo y folclorólogo Guillermo Abadía Morales, en su obra de 1977 "Compendio general de folclore colombiano", sostiene que cumbia es un apócope de cumbancha, vocablo cuya raíz es kumba, gentilicio mandinga del occidente africano, y añade que el país del Congo y su rey se llamó rey de Cumba.
El etnólogo cubano Fernando Ortiz Fernández establece que las voces kumba, kumbé y kumbí, al castellanizarse sustituyendo la letra "k" por "c", significan "tambores" o "bailes". Agrega que cumbé, cumbia y cumba eran tambores de origen africano en las Antillas. Por otro lado, establece que cumba/kumba, palabra africana de las tribus bantú o congos, significa ‘rugir’, ‘escandalizar’, ‘gritería’, ‘escándalo’, ‘regocijo’. A esta teoría adhiere Manuel Zárate en su obra Tambor y Socavón, como la raíz de la palabra cumbia. Asimismo, para Ortiz, entre los congos, nkumbi es un tambor.
En relación con la voz cumbé, la versión 23.ª del Diccionario de la Real Academia Española, publicada en 2014, la registra como: «Danza de la Guinea Ecuatorial» y «Son con que se baila el cumbé».
En 2006, el músico y musicólogo colombiano Guillermo Carbó Ronderos afirmó que la etimología de la voz cumbia es "aún controvertida", y que "parece derivar del término bantú cumbé, ritmo y danza de Guinea Ecuatorial".

## Ámbito geográfico

Ámbito geográfico de la cumbia colombiana

La cumbia tiene presencia en la Costa Caribe, en la subregión que gravita alrededor del río Magdalena, su delta invertido, los montes de María y poblaciones ribereñas, con epicentro en la Depresión Momposina, asiento del antiguo país indígena del Pocabuy.

## Origen
El sociólogo Adolfo González Henríquez, en su trabajo «La música del Caribe colombiano durante la guerra de independencia y comienzos de la República», incluye un texto del almirante José Prudencio Padilla que registra las cumbiambas y gaitas indígenas durante la fiesta de San Juan Bautista en la vecina población de Arjona, pocos días antes de la batalla naval que se llevó a cabo en la bahía de las Ánimas de Cartagena de Indias entre los últimos reductos españoles y el ejército republicano, confrontación bélica que selló la independencia de Colombia:

No era noche de luna la del 18 de junio de 1821; pero la pintoresca población de Arjona ostentaba la más pura serenidad en el cielo tachonado de estrellas, y en el alegre bullicio de las gaitas y cumbiambas con que festejaban los indígenas, al abrigo de las armas republicanas, la aproximación de la celebrada fiesta de San Juan…
Almirante José Prudencio Padilla, p. 96.

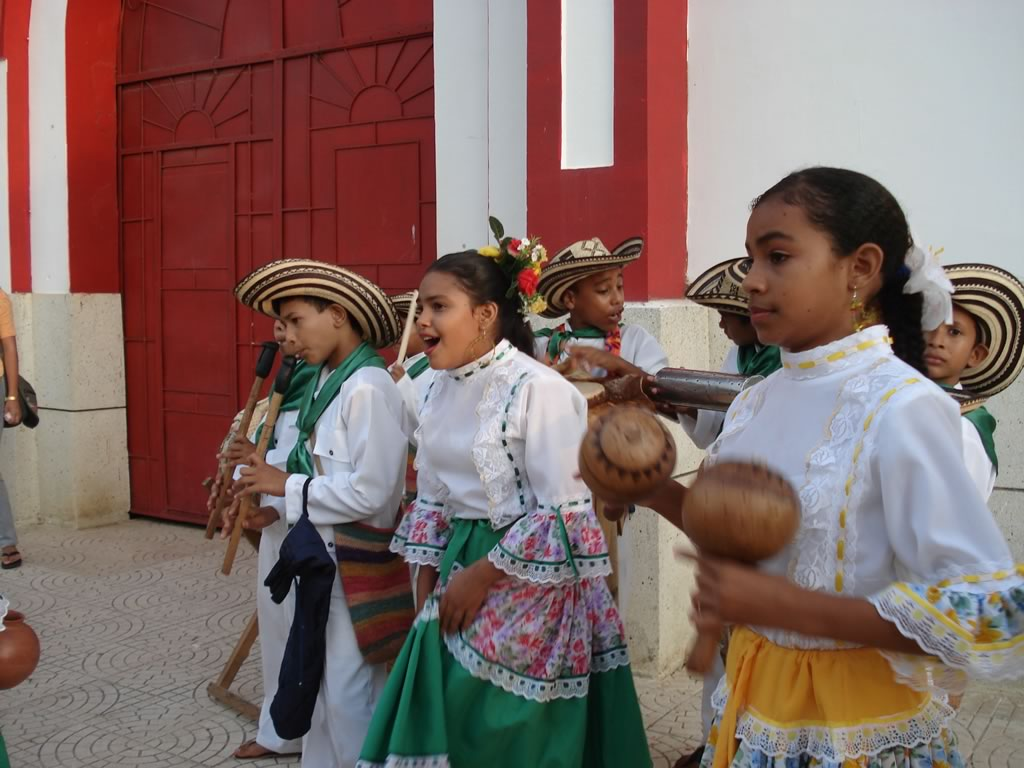
Niños tocando instrumentos de la cumbia. Nótense la gaita y las maracas, instrumentos mencionados por Gosselman en su relato histórico.

El músico pedagogo Luis Antonio Escobar, en el capítulo «La mezcla de indio y negro» de su libro «Música en Cartagena de Indias», toma la descripción del baile indígena que presenció el teniente de la marina sueca Carl August Gosselman en Santa Marta, y que consignó en su obra «Viaje por Colombia: 1825 y 1826», como prueba de que por lo menos en la segunda década del siglo XIX ya existía el conjunto de gaitas en Santa Marta, el mismo que aparece en Cartagena y otras ciudades de la Costa con elementos musicales negros que resultan en la cumbia:

Por la tarde del segundo día se preparaba gran baile indígena en el pueblo. La pista era la calle, limitada por un estrecho círculo de espectadores que rodeaba a la orquesta y los bailarines.

La orquesta es realmente nativa y consiste en un tipo que toca un clarinete de bambú de unos cuatro pies de largo, semejante a una gaita, con cinco huecos, por donde escapa el sonido; otro que toca un instrumento parecido, provisto de cuatro huecos, para los que solo usa la mano derecha, pues en la izquierda tiene una calabaza pequeña llena de piedrecillas, o sea una maraca, con la que marca el ritmo. Este último se señala aún más con un tambor grande hecho en un tronco ahuecado con fuego, encima del cual tiene un cuero estirado, donde el tercer virtuoso golpea con el lado plano de sus dedos.
A los sonidos constantes y monótonos que he descrito se unen los observadores, quienes con sus cantos y palmoteos forman uno de los coros más horribles que se puedan escuchar. En seguida todos se emparejan y comienzan el baile.

Este era una imitación del fandango español, aunque daba la impresión de asemejarse más a una parodia. Tenía todo lo sensual de él pero sin nada de los hermosos pasos y movimientos de la danza española, que la hacen tan famosa y popular.
Carl August Gosselman (1801-1843), Viaje por Colombia: 1825 y 1826.

En la descripción del escritor José María Samper durante su viaje por el río Magdalena en 1879, de los elementos constitutivos de los bailes y la música sobre el río Magdalena, se identifican instrumentos y elementos del baile de la cumbia:

"Había un ancho espacio, perfectamente limpio, rodeado de barracas, barbacoas de secar pescado, altos cocoteros y arbustos diferentes. En el centro había una grande hoguera alimentada con palmas secas, alrededor de la cual se agitaba la rueda de danzantes, y otra de espectadores, danzantes á su turno, mucho más numerosa, cerraba á ocho metros de distancia el gran círculo. Allí se confundian hombres y mujeres, viejos y muchachos, y en un punto de esa segunda rueda se encontraba la tremenda orquesta… Ocho parejas bailaban al compás del son ruidoso, monótono, incesante, de la gaita (pequeña flauta de sonidos muy agudos y con solo siete agujeros) y del tamboril, instrumento cónico, semejante á un pan de azúcar, muy estrecho, que produce un ruido profundo como el eco de un cerro y se toca con las manos á fuerza de redobles continuos. La carraca (caña de chonta, acanalada trasversalmente, y cuyo ruido se produce frotándola á compás con un pequeño hueso delgado); el triángulo de fierro, que es conocido, y el chucho ó alfandoque (caña cilíndrica y hueca, dentro de la cual se agitan multitud de pepas que, a los sacudones del artista, producen un ruido sordo y áspero como el del hervor de una cascada), se mezclaban rarísimamente al concierto. Esos instrumentos eran más bien de lujo, porque el currulao de raza pura no reconoce sino la gaita, el tamboril y la curruspa. Las ocho parejas, formadas como escuadrón en columna, iban dando la vuelta á la hoguera, cogidos de una mano, hombre y mujer, sin sombrero, llevando cada cual dos velas encendidas en la otra mano, y siguiendo todos el compás con los piés, los brazos y todo el cuerpo, con movimientos de una voluptuosidad…

En su obra Lecturas locales (1953), el historiador barranquillero Miguel Goenaga describe la cumbia y sus ruedas de cumbiambas en Barranquilla hacia 1888:

"[El poeta y escritor] Julio N. Galofre le cantó a la Cumbiamba; y al repasar yo esos cuartetos, que se publicarán alguna vez, me vienen a la memoria recuerdos de la niñez, cuando la popular mujer barranquillera, llamada La Cañón, ponía sus grandes ruedas de cumbiamba, allá por el año 1888, en las 4 esquinas de la calle Bolívar, callejón de California (hoy 20 de Julio), a donde concurría mucho público a ver la voluptuosidad del baile y el ritmo hondo y vigoroso de tambores, flautas y guarachas… Esto sí es cosa de la vieja Barranquilla, como resuena también en mis oídos el comienzo de un canto popular, cuando un señor Carrasquilla tenía en competencia otra cumbia por el barrio arriba, como entonces llamaban la parte sur de la ciudad:
Corre, corre, que te tumba la Cañón.

### Debate
El origen de la cumbia ha sido motivo de argumentación entre quienes le atribuyen un origen etnomusical indígena, ubicado geográficamente en la región de la depresión momposina, y quienes argumentan la tesis del origen negro africano con cuna en Cartagena de Indias o, incluso, en la propia África. Los primeros, representados por personalidades como el compositor José Barros, escritores como Jocé G. Daniels, sociólogos como Orlando Fals Borda e historiadores como Gnecco Rangel Pava, y los segundos por la folclorista Delia Zapata Olivella.

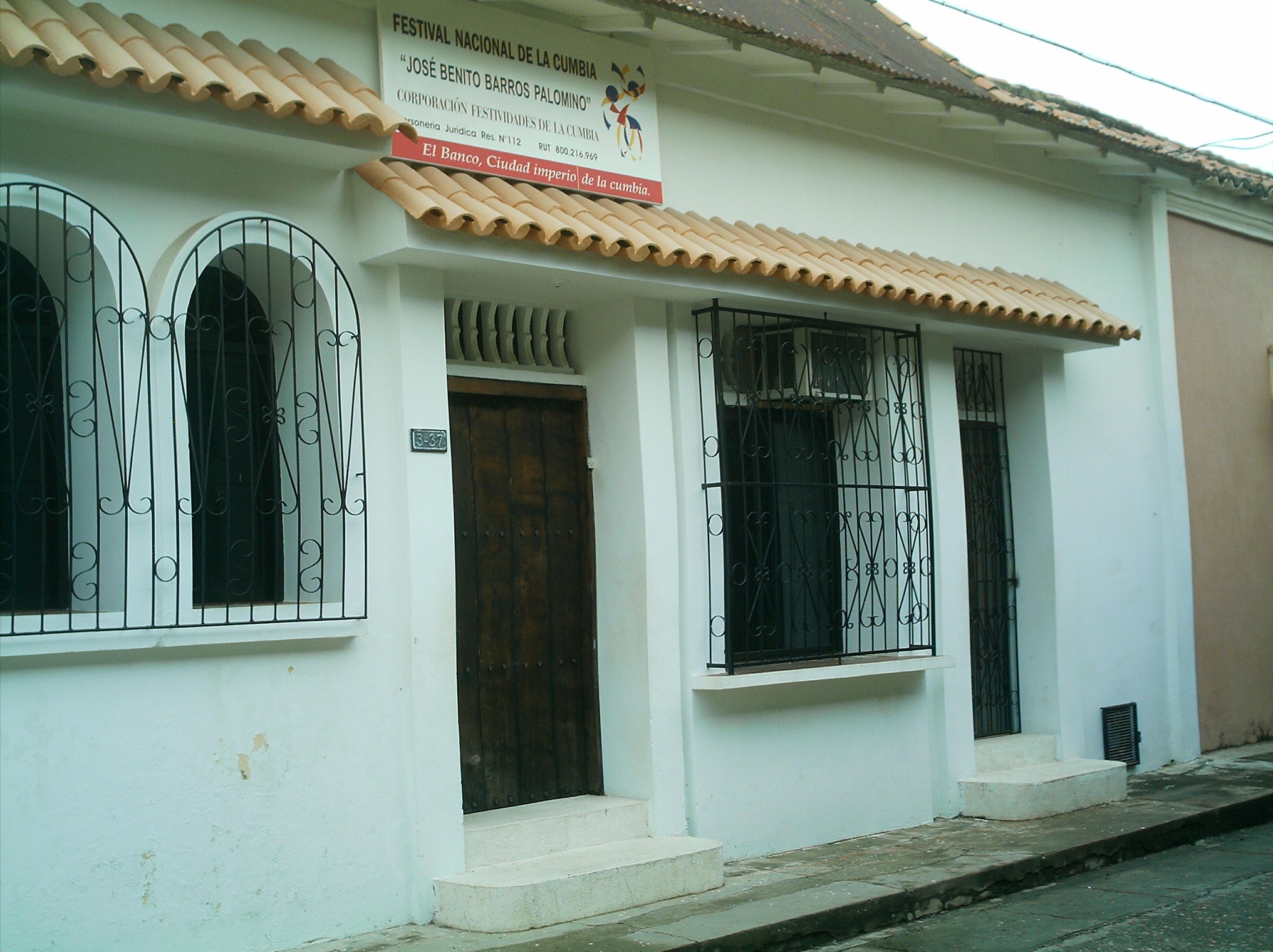
Casa de del compositor José Barros en El Banco, Magdalena.

En 1998, en su artículo "La cumbia, emperadora del Pocabuy", el escritor Jocé G. Daniels teoriza que la cumbia fue «el aliciente espiritual de los indios» al asociar las flautas utilizadas en las fiestas de los chimilas, pocigueycas y pocabuyes en los territorios de las actuales poblaciones de Guamal, Ciénaga y El Banco, con la gaita primitiva de la cumbia, a partir del informe que envía el gobernador perpetuo Lope de Orozco al rey en 1580, sobre la Provincia de Santa Marta, en el que relata que «los yndios i yndias veben y asen fiestas con una caña a manera de flauta que se meten en la boca para tañer y producen una mucica como mui trayda del infierno» (sic).
El cantautor banqueño Antonio García expuso en 1997 la siguiente teoría sobre el nacimiento de la cumbia: «Las tribus dedicadas a la pesca y la agricultura, en sus rituales fúnebres, especialmente cuando moría algún miembro de la alta jerarquía de la tribu, todos los miembros se reunían al caer la noche alrededor de una fogata, en el centro del círculo se colocaba a una mujer embarazada que era símbolo de la nueva vida, quien iniciaba una danza con el ritmo suave y melancólico de la flauta de millo, esta ceremonia se prolongaba por varias horas y terminaba por sumir en el más grande éxtasis a todos los que estaban allí reunidos y así nació la cumbia». En la misma reunión, José Barros, afirmó, producto de la tradición oral recibida de los indígenas: «La cumbia nació en las ceremonias fúnebres que los indios Chimillas celebraban en el país de Pocabuy cuando moría uno de sus jerarcas». Barros sostiene también en relación con la danza: «La idea de bailar en sentido circular tiene que ver con la costumbre de los indios Chimilas que danzaban alrededor del féretro cuando moría uno de sus jerarcas y que lo hacían en dirección contraria a las manecillas del reloj, lo que para ellos significaba viaje sin regreso». Daniels añade que los aires musicales que están en el origen de la cumbia «tuvieron su mayor auge entre los Chymilas, Pocigueycas (Ponqueycas) y Pocabuyes, es decir, en territorios donde hoy se asientan las poblaciones de Guamal, Ciénaga y El Banco, pero alcanzaron su desarrollo con los elementos aportados por los negros de bemba colorá y los blancos, astutos y sagaces».
Para los indigenistas, la mezcla etnomusical que da origen a la cumbia se produce durante la Colonia en el país indígena del Pocabuy (que estuvo conformado por las actuales poblaciones de El Banco, Guamal, Menchiquejo y San Sebastián en el Magdalena, Chiriguaná y Tamalameque en el Cesar, y Mompox, Chilloa, Chimí y Guatacá en Bolívar), ubicado en la actual Costa Caribe colombiana, en la parte alta del valle del río Magdalena, región de la Depresión momposina (incluidas las culturas de las sabanas y el Sinú, al norte de la Pincoya), producto de la fusión musical y cultural de indígenas, esclavos negros y, en menor escala, de los españoles, como dan referencia de ello historiadores como el Orlando Fals Borda en su libro Mompox y Loba, de la serie Historia Doble de la Costa, Tomo I, y Gnecco Rangel Pava en sus libros El País de Pocabuy y Aires Guamalenses. Los Pocabuy son mencionados en diversas grabaciones, aunque la mención más famosa corresponde al estribillo del tema "Cumbia de la paz" grabada por "Chico" Cervantes:

Ritual sublime de los Pocabuy,
en la rueda de la cumbia
se despedían de los bravos guerreros
que allí morían,
que allí morían
en la paz de la cumbia…

Según anota Fals Borda:

La cumbia nació en el país de Pocabuy conformado por El Banco, Chiriguaná, Mompox, Tamalameque, Guamal y Chimí. Pocabuy era un país indígena que se extendía a todo lo largo del río Tucurinca (actual Magdalena).

Para el escritor indigenista Jocé G. Daniels, es «irónico» que se le haya «querido endilgar inexplicablemente [a la cumbia] origen del bantú Kumbé». Los indigenistas cuestionan que si la cumbia proviniera de ritmos de África, en otras partes de América a donde llegaron negros de todas partes de África en calidad de esclavos, como los Estados Unidos, debería existir cumbia, o al menos algo similar. Dice J. Barros: «La cumbia no tiene un solo viso de África. Eso es fácil de comprobar: los Estados Unidos, que recibieron a tantos miles de negros africanos no tienen dentro de las manifestaciones folclóricas de ellos nada parecido a la cumbia. Igual sucede con los países antillanos. Yo me pregunto: ¿por qué si la cumbia es africana y entró por La Boquilla, como dicen los Zapata Olivella —Delia y Manuel—, en Puerto Tejada, por ejemplo, donde también hay gente negra, como en todo el Pacífico, la cumbia no es su ritmo ni aparece dentro de sus composiciones… Yo, que desde los ocho años he estado en contacto con indios Pocabuyanos, que he tenido la oportunidad desde niño de tratar a indias de 80 y 90 años relatando su ritual, el ritual de la cumbia, puedo certificar lo antes dicho, que la cumbia aparecía cada vez que el cacique moría y se bailaba alrededor del difunto».
A su turno, los africanistas ubican el surgimiento de la cumbia al entrar en contacto los negros esclavos con los indígenas en los puertos como Cartagena, Ciénaga, Santa Marta y Riohacha, principalmente en la primera, durante las fiestas de la Virgen de la Candelaria. Los afrocolombianistas disputan la cuna de la cumbia, la cual ubican en Cartagena.
Algunos autores asumen que el elemento negro de la cumbia proviene del cumbé, ritmo y danza bantú de la isla de Bioko, Guinea Ecuatorial. Los africanos que llegaron como esclavos a esas regiones, al contar la historia de sus grupos étnicos y aquellos hechos famosos dignos de guardarse en la memoria, se servían de ciertos cantos que distinguían con el nombre de areítos, que quiere decir "bailar cantando": poniendo en alto los candiles, llevaban el coreo, que era como la lección histórica que, después de ser oída y repetida muchas veces, quedaba en la memoria de todos los oyentes. El centro del círculo lo ocupaban quienes daban la lección con el pie del canto y aquellos más duchos y peritos en el manejo de las guacharacas, millos, tambores y maracas, para entonar con la delicadeza la música de aquellos cantares que fueron pasando, con el tiempo, de ser elegiacos a entusiasmar, galantear, querellar y divertir.
El investigador cultural A. Stevenson Samper se remite a la obra del general Joaquín Posada Gutiérrez, «Fiestas de la Candelaria en La Popa» (1865), donde se describe la música y el baile de las festividades de la Virgen de la Candelaria en Cartagena, y relaciona la siguiente descripción con la rueda de cumbia. El mismo texto utiliza la antropóloga Nina S. de Friedemann para explicar la configuración de la cumbia en el ámbito de la esclavitud en Cartagena de Indias:

Para la gente pobre, libre y esclavos, pardos, negros, labradores, carboneros, carreteros, pescadores, etc., de pie descalzo, no había salón de baile… Ellos, prefiriendo la libertad natural de su clase, bailaban a cielo descubierto al son del atronador tambor africano, que se toca, esto es, que se golpea, con las manos sobre el parche, hombres y mujeres, en gran rueda, pareados, pero sueltos, sin darse las manos, dando vueltas alrededor de los tamborileros; las mujeres, enflorada la cabeza con profusión, lustroso el pelo a fuerza de sebo, y empapadas en agua de azahar, acompañaban a su galán en la rueda, balanceándose en cadencia muy erguidas, mientras el hombre, ya haciendo piruetas, o dando brincos, ya luciendo su destreza en la cabriola, todo al compás, procuraba caer en gracia a la melindrosa negrita o zambita, su pareja… Era lujo y galantería en el bailarín dar a su pareja dos tres velas de sebo, y un pañuelo de rabo de gallo o de muselina de guardilla para cogerlas,… Los indios también tomaban parte en la fiesta bailando al son de sus gaitas, especie de flauta a manera de zampoña. En la gaita de los indios, a diferencia del currulao de los negros, los hombres y mujeres de dos en dos se daban las manos en rueda, teniendo a los gaiteros en el centro, y ya se enfrentaban las parejas, ya se soltaban, ya volvían a asirse golpeando a compás el suelo con los pies, balanceándose en cadencia y en silencio sin brincos ni cabriolas y sin el bullicioso canto africano, notándose hasta en el baile la diferencia de las dos razas… Estos bailes se conservan todavía aunque con algunas variaciones. El currulao de los negros, que ahora llaman mapalé, fraterniza con la gaita de los indios; las dos castas, menos antagonistas ya, se reúnen frecuentemente para bailar confundidas, acompañando los gaiteros a los tamborileros… Antes, estos bailes no se usaban sino en las fiestas de alguna de las advocaciones de la Virgen, y en la del santo patrono de cada pueblo, sólo en su pueblo; en la del carnaval y en alguna que otra notable. Ahora no hay en las provincias de la costa, arrabal de ciudad, ni villa, ni aldea, ni caserío donde no empiece la zambra desde las siete de la noche del sábado y dure hasta el amanecer del lunes…

Por lo menos hasta la década de 1920, los términos cumbia y mapalé designaban al mismo ritmo en el área de Cartagena de Indias:

En 1921, el presidente del Concejo Municipal Simón Bossa expide el Acuerdo No 12 en el que «queda prohibido en la ciudad y en los corregimientos del Pie de la Popa, Manga, Espinal, Cabrero, Pekín, Quinta y Amador, el baile conocido con el nombre de cumbia o mapalé…»

En relación con los cantares de vaquería como uno de los orígenes del vallenato, el investigador cultural y musical Ciro Quiroz anota sobre la cumbia:

…Era otra más de las formas musicales nacidas del trabajo colectivo, como aquella de los bogas que en la actividad de la navegación fue la raíz de la cumbia o aquella otra de los 'socoladores', llamada 'zafra' en algunos lugares, y que murió al agotarse la fuente matriz inspiradora,…

Refiriéndose al sitio de origen del vallenato, Quiroz anota sobre el sitio de origen de la cumbia:

Mompox y su zona de influencia, como parte del Magdalena Grande, debe ser incluido también dentro del territorio donde nació el vallenato, con cunas discutibles como Plato, Valledupar, Riohacha, El Paso y la Zona Bananera. Además de que, indiscutiblemente, es la zona de origen de la cumbia, nacida en la región de la ciénaga de Zapatosa bajo su antigua jurisdicción.

Sobre la transición de pitos y flautas a los instrumentos actuales del vallenato, el mismo autor dice sobre la primitiva denominación de los aires:

…Esta primera transición instrumental es difícil de precisar en el tiempo, pero se percibe claramente todavía hacia finales del siglo XIX, cuando sones, puyas y tamboras se escuchaban a orillas de los ríos en flautas y en pitos cruzados con el nombre genérico de cumbia.

El 16 de abril de 1877 se fundó La Cumbia Soledeña, una de las agrupaciones más insignes y tradicionales de cumbia.

## Formación instrumental

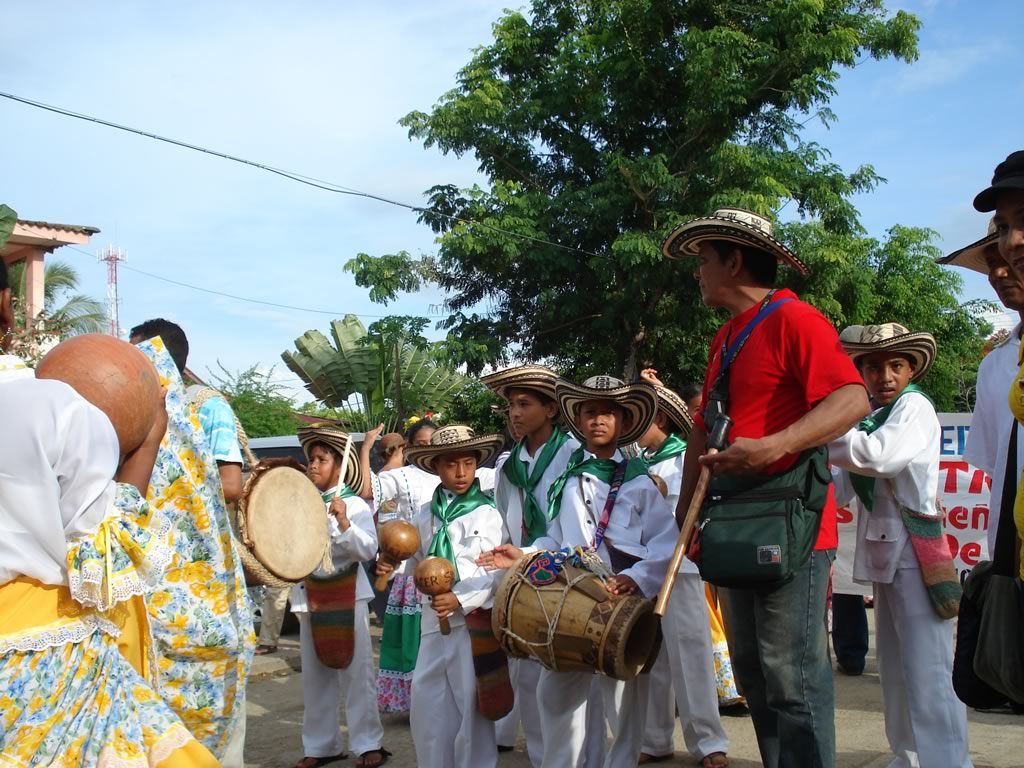
Niños interpretando cumbia con instrumentos tradicionales.

La forma más auténtica de la cumbia es exclusivamente instrumental, sigue patrones rítmicos que varían de acuerdo con la instrumentación utilizada, en compás de 2/4 o 2/2, y presenta adaptaciones regionales de acuerdo con el predominio de una población indígena o negra. Es ejecutada y seguida tradicionalmente por el conjunto de tambores: llamador, alegre, tambora, así como la caña de millo o las gaitas, macho y hembra, las maracas y el guache. La cumbia cantada es una adaptación relativamente cercana en la que el canto de solistas y coros o cuartetos se alternan a la de la caña de millo o las gaitas. El conjunto de cumbia es una ulterior evolución del originario conjunto de la tambora, estando el conjunto de tambora conformado por el tambor alegre y el llamador y, en algunos casos, por la tambora. Es un baile meramente cantado, como el chandé, con sus palmas y coros, al cual posteriormente se sumaron los pitos de las gaitas o los millos.

### Gaita hembra
Instrumento aerófono de origen indígena, posee 5 orificios en la parte baja del cuerpo, proporciona la melodía.

### Gaita macho
Acompañante de la gaita hembra, a contrapunto. Posee 2 orificios, cumple una función marcante. El gaitero la toca con una mano; con la otra, a la vez, el maracón, y sus labios solo sueltan la gaita para cantar.

### Gaita corta
Gaita acortada de seis orificios, de tesitura relativamente más amplia, utilizada como instrumento solista en lugar de las dos gaitas, especialmente en el departamento del Atlántico. Llamada también "machiembriá", "machiembriao" o requinto.

### Caña de millo
Instrumento aerófono de origen indígena que reemplaza a las gaitas en regiones de los departamentos del Atlántico y del Magdalena. Recibe otras denominaciones como flauta traversa de millo, carrizo, lata o bambú. En el departamento del Atlántico se conoce como caña o flauta de millo, en las sabanas de Bolívar, Córdoba y Sucre como pito atravesado.

### Tambores
Instrumentos membranófonos de percusión de origen negro africano, que constan de una caja de resonancia, generalmente cilíndrica, aunque a veces algo cónica, y una o dos membranas o parches de cuero animal, que cubren la abertura de la caja. Para producir el sonido, el tambor es golpeado generalmente con la mano o algún objeto, comúnmente baquetas, y también se suele percutir la caja. Entre los tambores utilizados están:
- Tambor llamador: marca la cadencia rítmica o compás, por lo cual es al único que no se permiten los llamados "revuelos" o "lujos" en su interpretación.[10][48] Hay dos tipos de tambor llamador:
  - De pecho: utilizado en la región de los Montes de María, por lo general por los conjuntos que usan gaitas. Se toca con una sola mano, colocado en posición horizontal sobre las piernas del ejecutor sentado, con el parche hacia la derecha o la izquierda, dependiendo de si el tamborero es derecho o zurdo.[49][50]
  - De pie: utilizado en los departamentos del Atlántico y del Magdalena, generalmente por los conjuntos de caña de millo. Posee proporciones similares a las del tambor alegre. Se toca con ambas manos, se ubica en posición vertical entre las piernas del tamborero.[49][50]
- Tambor alegre: es el que marca la melodía; juguetea con las notas de las melodías dictadas por los instrumentos líderes en este sentido y que se adornan con complejas y alegres improvisaciones sobre todo al final de la frase melódica, durante su ejecución. Los golpes usuales son tapao, fondeo, golpe abierto y golpe cerrado.[10][48][51]
- Tambora: de origen indígena. También llamada bombo, es el tambor de mayor tamaño, tiene forma cilíndrica, posee dos parches de cuero ajustados mediante cuerdas, uno en cada boca de la caja de resonancia, constituyendo una caja armónica. Sobre ella recae toda la responsabilidad de la pronunciación del acento sonoro característico de los aires tradicionales en el acompañamiento de cada pieza musical. Proporciona adornos y el bajo. Además de golpes sobre el parche, se toca la parte de los aros de madera que fijan los parches (paloteo). Se coloca sobre un soporte.[10][40][48][51]

### Maracón
Maraca de mayor tamaño que acompaña a la gaita macho y proporciona el "brillo" en la canción.

### Maracas
Instrumento idiófono similar al maracón pero más pequeño, los conjuntos que usan caña de millo, o gaita corta o clarinete en lugar de gaitas incluyen un par. También proporciona "brillo".

### Guache
Instrumento rítmico idiófono que acompaña las improvisaciones musicales comandadas por el tambor alegre. Es de cuerpo alargado, originalmente fabricado de guadua o de bambú, y lleno de semillas; actualmente es generalmente metálico (de latón), con estrías o perforaciones y pequeños percutores dentro, como semillas o piedrecillas y fragmentos de vidrio. También proporciona "brillo". Usado en los conjuntos de caña de millo.

### Acordeón
Instrumento aerófono de origen austriaco, fabricado en su forma actual por Kiril Demian en Viena en 1829. Utilizado en compañía de la guacharaca y la caja.

### Guacharaca
Instrumento idiófono de raspado, usado en la cumbia ejecutada por conjunto de acordeón. Se rasca con trinche metálico, peinilla o costilla de vaca. También se le llama carrasca.

### Caja
Tambor cónico de doble repercusión de unos 30 centímetros de alto y de un solo parche, usado especialmente para acompañar el acordeón y la guacharaca.

### Clarinete
Instrumento musical de la familia de los aerófonos, de viento-madera. Reemplaza la caña de millo, las gaitas o el acordeón en la cumbia moderna.

### Hojita de limón
Instrumento aerófono consistente en una hojita de limón que se sopla con la boca y produce un sonido suave y dulce. Se usa en el departamento del Magdalena.

## Tipos

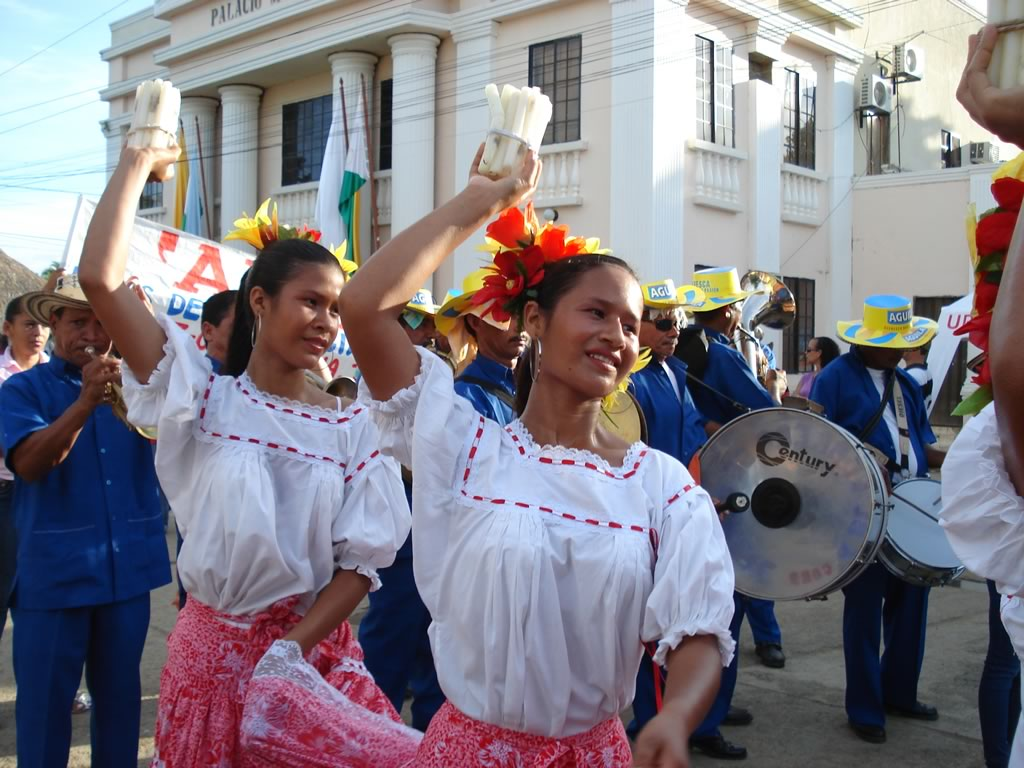
Mujeres bailando cumbia

La cumbia es madre de muchos ritmos como el porro, la gaita, la chalupa, el bullerengue, el garabato, el chandé, la tambora, el berroche, el paseo, el son, la puya, entre otros. Existen varias modalidades regionales de la cumbia: cumbia sampuesana, soledeña, cienaguera, momposina, sanjacintera, cartagenera, cereteana, banqueña, magangueleña, entre otras.

### Cumbia clásica
La cumbia clásica se toca con instrumentos como la kuisi sigí (gaita macho), la kuisi bunzí (gaita hembra) y una maraca (taní) acompañadas algunas veces de las suaras (idénticas a las gaitas anteriores). Se trata de un aire zambo que está formado por una melodía indígena y un ritmo de tambores negros, nunca se canta, es solo danza y totalmente instrumental. Cabe mencionar que existen otros ritmos del Caribe colombiano que tienen como base la cumbia como el bullerengue, los porros y la saloma.

### Cumbia sabanera
En las sabanas de Córdoba, Sucre y Bolívar, la cumbia se ejecuta con banda de hojita o banda pelayera.

### Cumbiamba

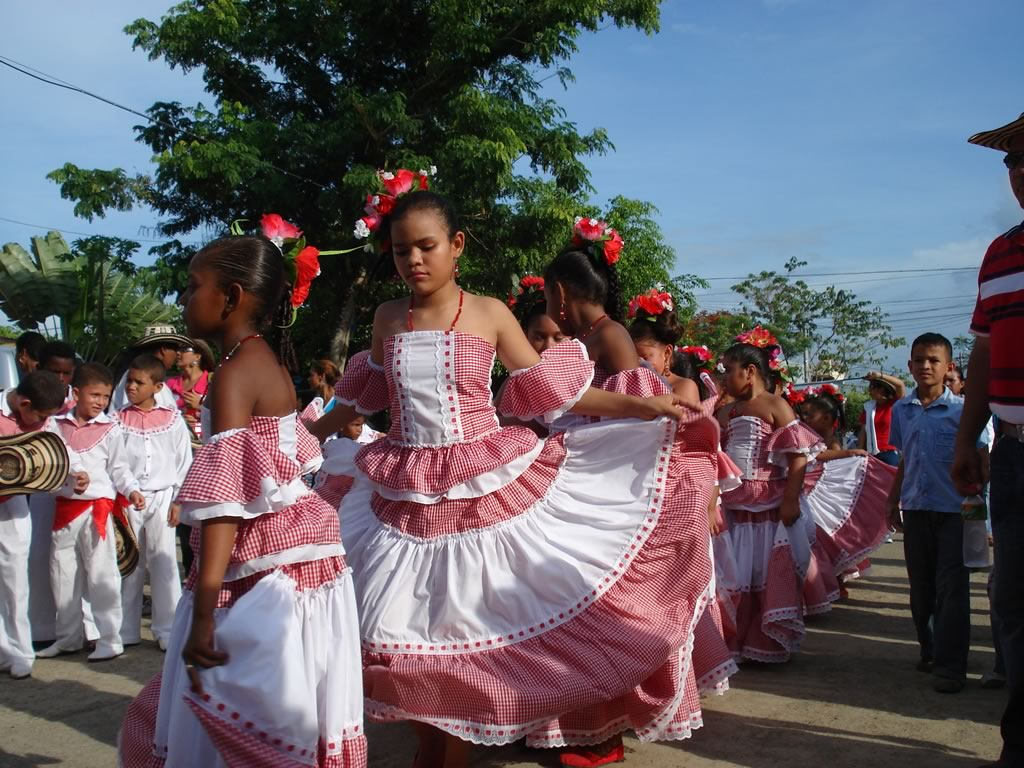
Niños bailando cumbia

Distintos autores hacen diferencia entre cumbia y cumbiamba:
- Según testimonios escritos son dos las diferencias principales que existen entre la cumbia y la cumbiamba: la cumbia se toca con banda, y las bailarinas llevan velas o teas en las manos. La cumbiamba se baila con acordeón y flauta de millo y sin velas".[cita requerida]
- Se denomina cumbiamba al conjunto de parejas de bailarines acompañado del conjunto que ejecuta la cumbia.[35]

Existe también una función para cada uno de los integrantes de la banda:
- El músico mayor es el gaitero quien toca la gaita hembra.
- El segundo músico es el tamborero quien toca el tambor alegre.
- El tercer músico es el de la tambora o bombo el cual se toca con baquetas.
- El cuarto músico es el llamador.
- El quinto músico es el maraquero quien acompaña con otra flauta o gaita macho.
- El último es el guachero opcional.

Este nuevo baile adoptó pasos de otros ritmos que en ese entonces eran populares en estas regiones del país. Entre ellos se encuentran el mambo-bolero, el foxtrot, el pasodoble y el tango. Además, se crearon nuevos pasos y figuras que le darían a la cumbia un estilo propio. La cumbia, en su variante orquestada, fue la que se popularizó en toda Colombia y finalmente en todo el continente. A partir de ese momento, la cumbia pasó de ser una danza exclusivamente folclórica a ser música típica de los más lujosos salones de baile de la época en ciudades como Cali, Medellín y Bogotá.
El cañamillero Aurelio Fernández clasifica cuatro variantes de ritmos y melodías:
- La cumbia maya: indígena, se caracteriza por su lentitud.
- El porro recogido: indígena, se caracteriza por frases musicales mucho más cortas y tocadas en registros graves.
- El perillero: ritmo más rápido.
- Cumbia popular: interpretada en toda la Región Caribe, tiene mayor presencia en el carnaval de Barranquilla.

### Cumbia de acordeón
Incluye, además de los instrumentos clásicos, al acordeón diatónico, ya sea para acompañamiento o solo y puede o no llevar cantos. Diversos exponentes han sido difusores o intérpretes del estilo desde la década de 1960 como Los Corraleros de Majagual, Andrés Landero, Policarpo Calle, Alfredo Gutiérrez o Lisandro Meza, entre otros. También en el extranjero se imponen el Cuarteto Imperial en Argentina; en México, Super Grupo Colombia, Guacharacos de Colombia y La Perla Colombiana de Félix Olvera, Cuarteto Continental de Perú y Vallenatos del Guayas en Ecuador.

## Atuendo

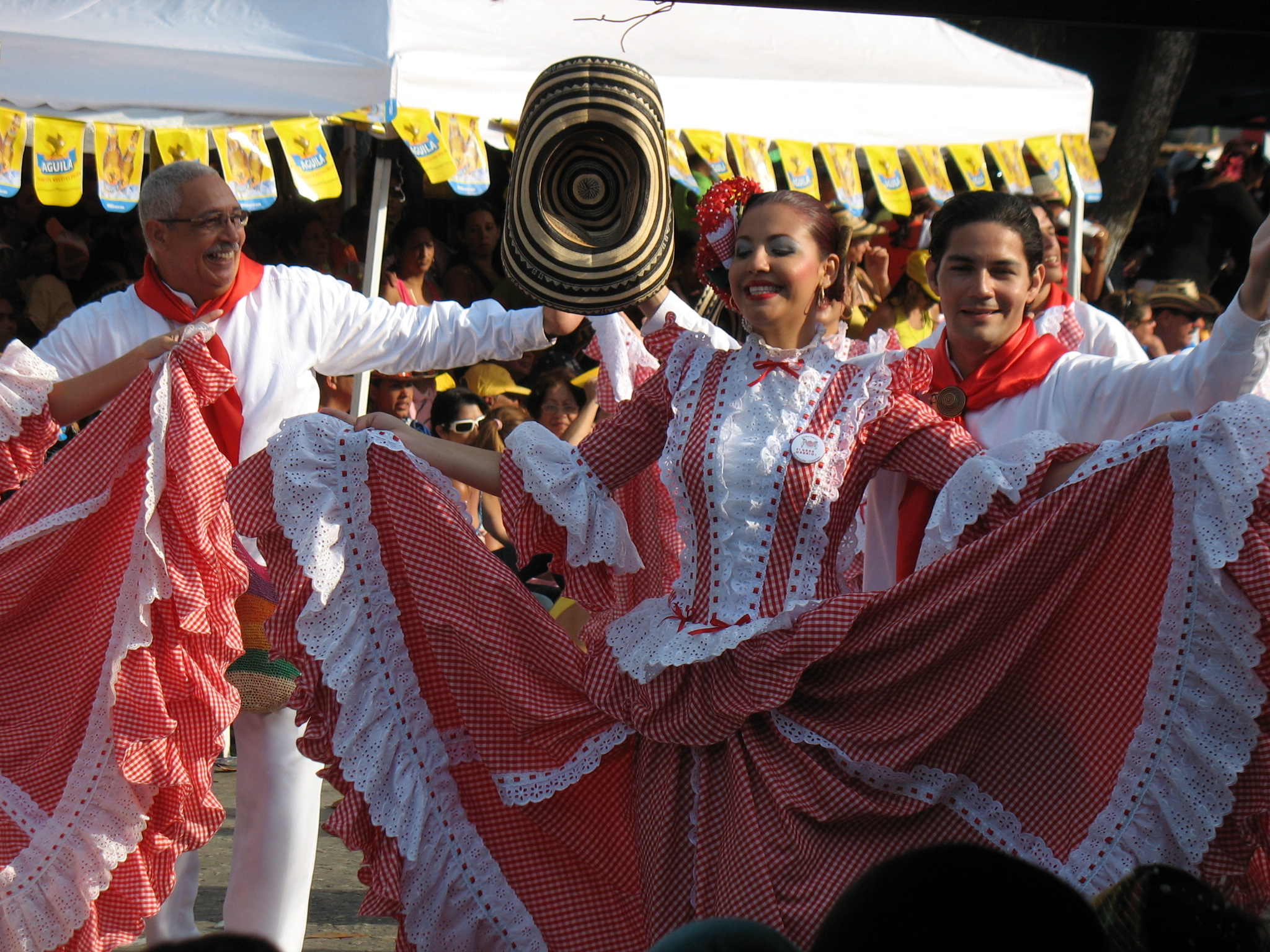
Bailadores de cumbia en el Carnaval de Barranquilla

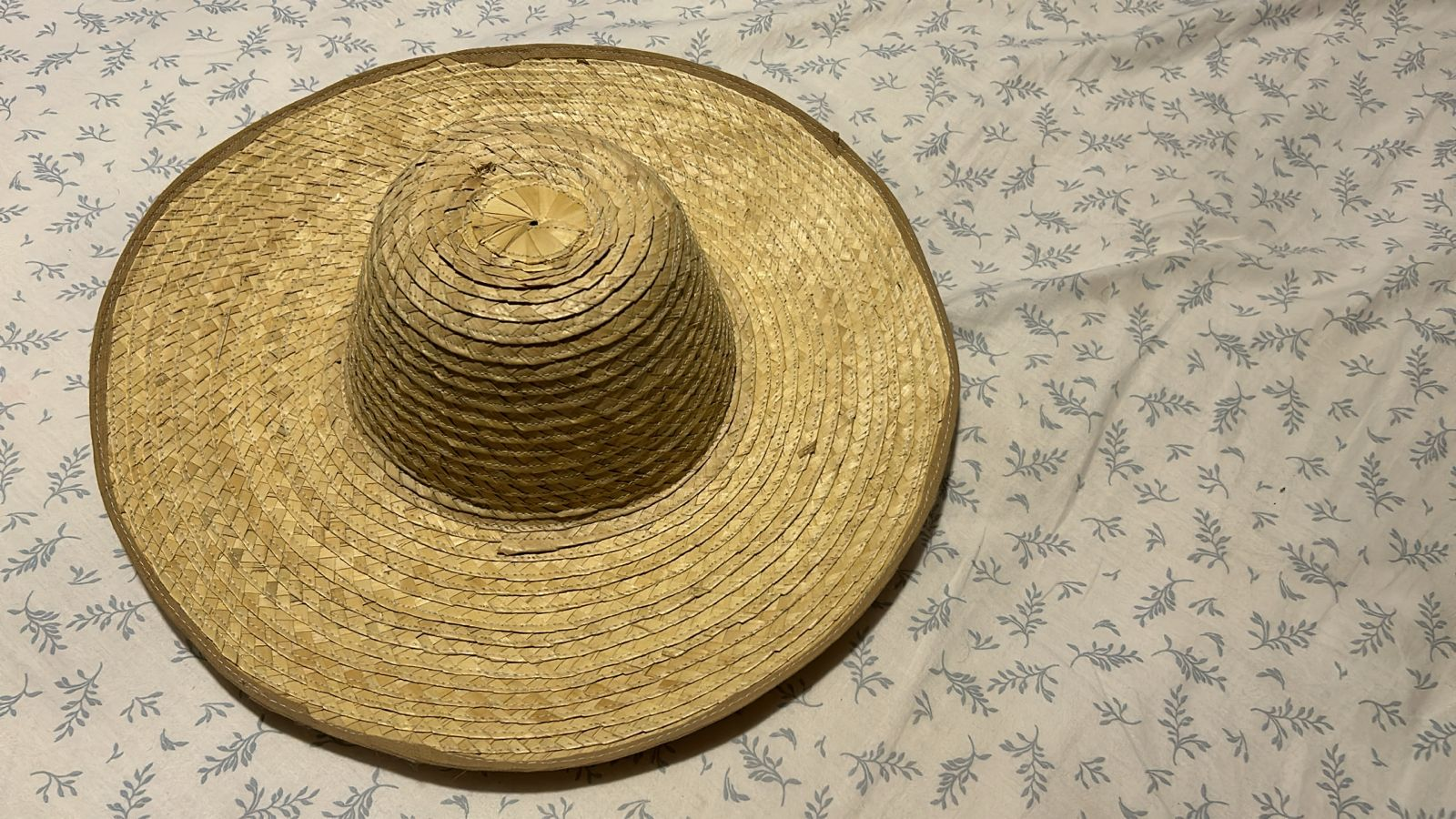
Sombrero concha 'e jobo

Las mujeres usan faldas amplias y dos estilos de blusas: las cerradas, de mangas tres cuartos con volantes, los cuales también están presentes en el remate de la blusa, que cae a unos 50 centímetros del hombro. Por la espalda va entallada a la cintura y por delante totalmente suelta. En los climas más calientes se usa otro tipo de blusa escotada con un volante grande que rodea los hombros y en la cintura va sujeta a la falda. La mujer lleva en el brazo en alto uno o varios manojos de velas encendidas (antiguamente usaban mechones, usuales en fiestas públicas), con las cuales alumbra y a la vez se defiende de la insistencia del hombre. En la cabeza llevan ramilletes de cayenas o coral rojo y en los cuellos collares de variados colores. Como accesorios se distingue el uso de candongas, par de aretes grandes.
Los hombres siempre visten pantalón y camisa blancos. La camisa es de cuello redondo, con pechera adornada y mangas largas de puño cerrado. El pantalón se anuda en la parte de atrás. Además, los hombres lucen un pañolón rojo o rabo 'e gallo alrededor del cuello, sombrero concha de jobo o vueltiao, mochila de fique o yute, cotizas o alpargatas y una funda sin machete al cinto.

## Coreografía

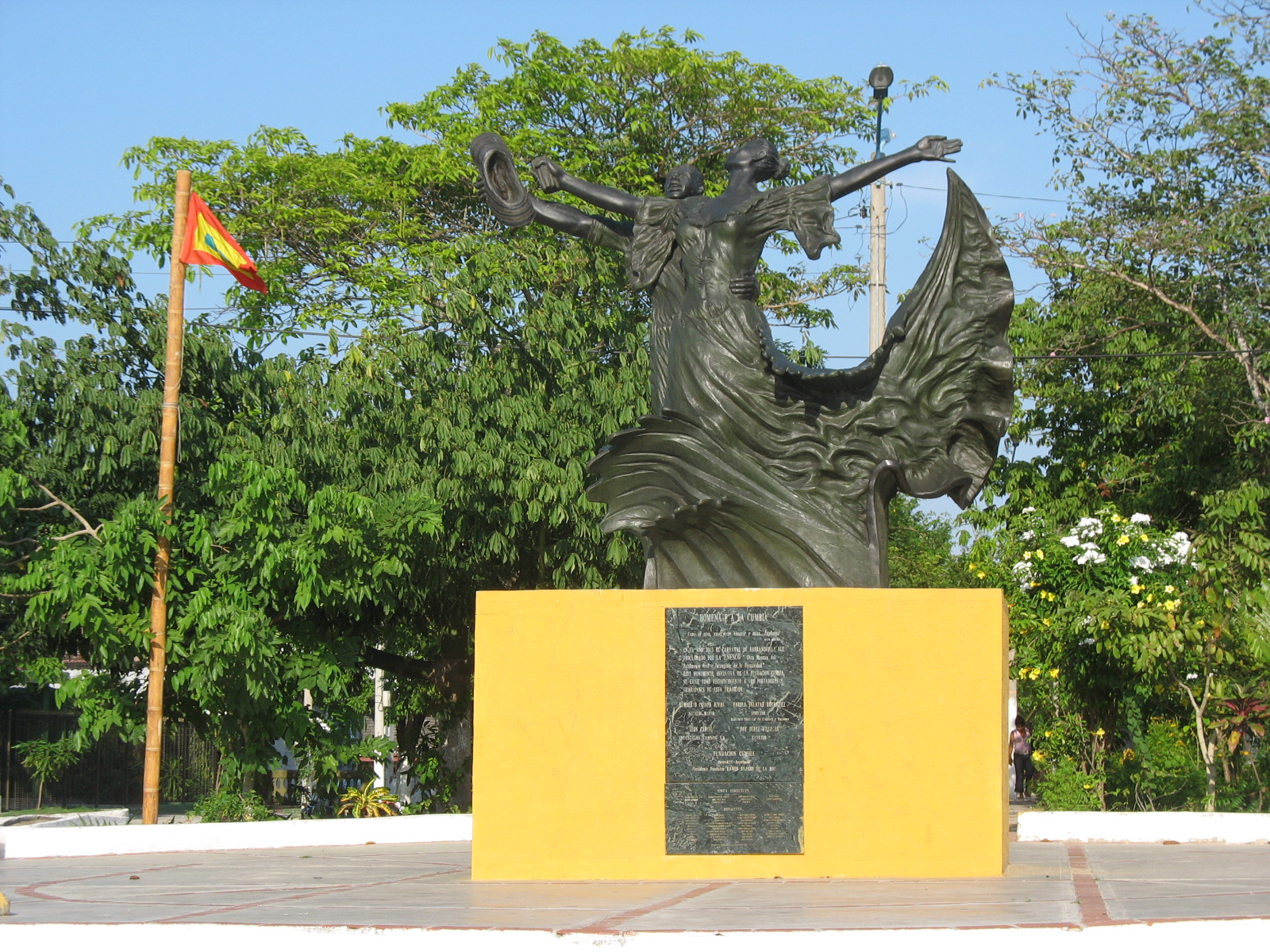
Monumento a la cumbia en Barranquilla

### Típica o autóctona
Los bailarines entran en escena desde el fondo en doble fila india, las mujeres por la izquierda, los hombres por la derecha, trazan un semicírculo, las mujeres siguen a un lado y los hombres al otro, se encuentran nuevamente en un punto medio, entonces hombre y mujer dan una vuelta sobre sí mismos en dicho punto. Luego avanzan hasta formar un círculo con que empieza la cumbia, el cual se desplaza en sentido contrario de las manecillas del reloj.
La mujer baila en posición erguida sosteniendo con el brazo derecho en alto un mazo de velas encendidas y con la mano izquierda levantando un extremo de la pollera a la altura de la cintura. Danza deslizándose sobre el suelo, nunca levanta los pies, el movimiento de las caderas es moderado y rítmico.
El hombre apoya siempre toda la planta del pie izquierdo a manera de pivote, y del derecho solo apoya el metatarso, elevando el talón. Realiza cabriolas, gesticula, hace ademanes, pela los dientes, saca la lengua, encoge los hombros, se encorva, se quita y se vuelve a poner el sombrero, da más velas a la mujer, a la cual le baila de frente, a los lados, por detrás y da vueltas a su alrededor.
Pasos
- 1: Repique de tambor. Las mujeres describen el primer círculo y conservan su formación. Cada pareja se enfrenta, la mujer amaga a su pareja y este rehúye. Seguidamente, las mujeres avanzan conservando la formación del círculo.
- 2: El hombre describe un círculo alrededor de la mujer, lo inicia detrás de ella y vuelve al punto de partida.
- 3: El parejo aparenta colocar su antebrazo izquierdo sobre los hombros de la mujer para invitarla a dar una vuelta. La suelta imaginariamente, se separa y gira sobre sí mismo, mientras la mujer completa la suya y sigue adelante.
- 4: La mujer describe un círculo alrededor del hombre. Empieza por el lado izquierdo y sigue adelante.
- 5: El hombre realiza otra vuelta alrededor de su pareja, pasa primero por delante ejecutando figuras y coqueteos. Completa la vuelta por detrás y vuelve a su posición inicial.
- 6: La mujer retrocede tres pasos, gira sobre sí misma y hace el ademán de quemar al hombre con el mazo de velas. Luego sigue hacia adelante.
- 7: El hombre insinúa tomar a su pareja por la cintura y luego se alejan juntos.[10]

### Cumbiamba
Se baila en el carnaval de Barranquilla formando dos largas filas, una de hombres y otra de mujeres que siempre se desplazan en línea recta. Durante los desfiles, cuando avanzan, lo hacen a paso rápido en una especie de trote denominado cumbión. La coreografía es resultado de la necesidad de adaptar el baile a los desfiles de carnaval.

### Salón
Es la forma de bailar la cumbia en las fiestas sociales, donde se baila por parejas individuales, no grupalmente en rueda ni en fila. Las parejas bailan sueltas o abrazadas, y mezclan elementos de la danza tradicional con bailes modernos.

### Escenario
Son las puestas en escena coreógraficas que tienen como finalidad presentar un espectáculo artístico y folclórico. Se hacen en grupo y por pareja.

## Festivales

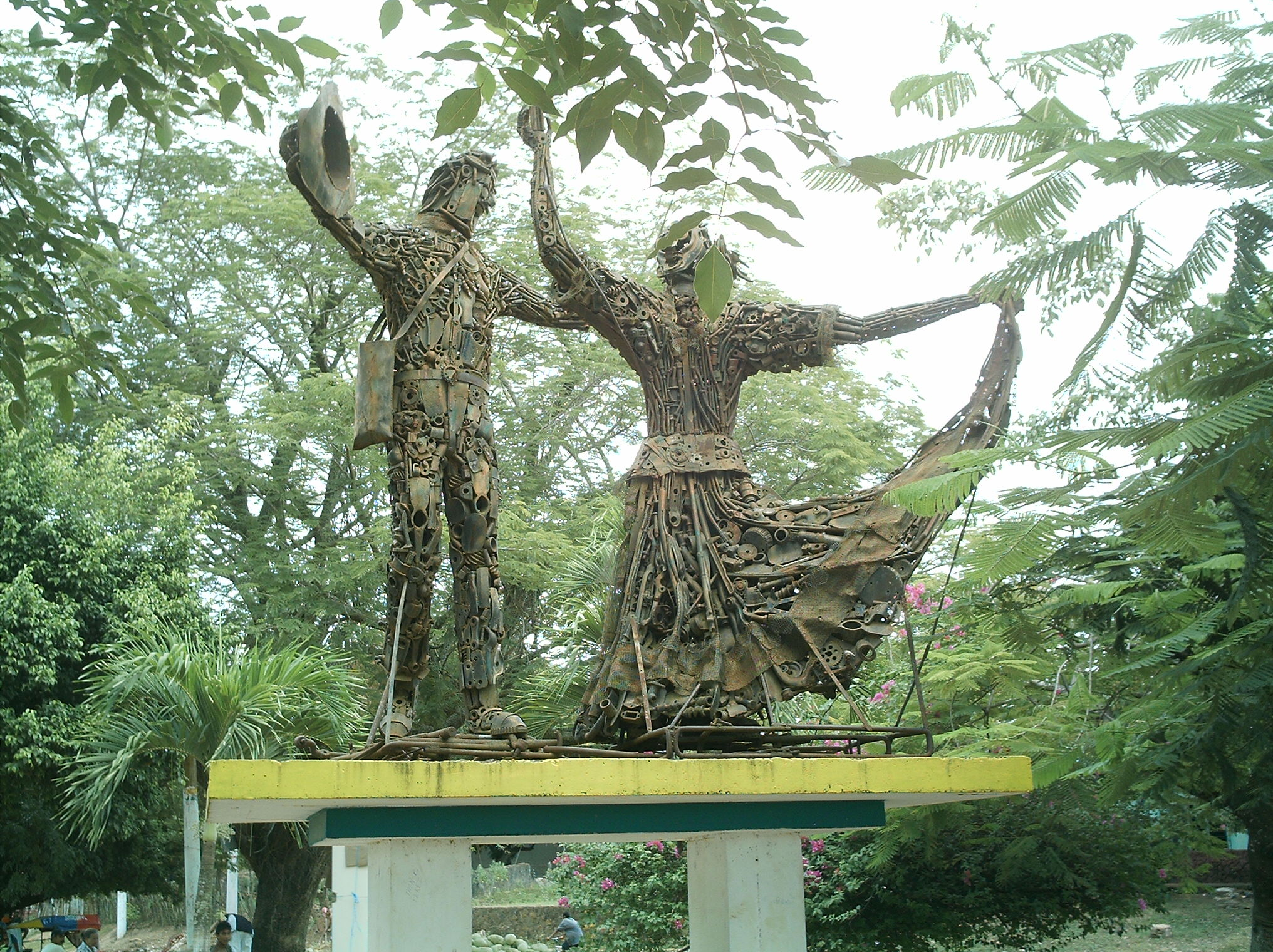
Monumento a la cumbia en El Banco, Magdalena.

Los festivales de cumbia más importantes son:
- Festival Nacional de la Cumbia "José Barros": se celebra anualmente en El Banco, Magdalena. Fue declarado patrimonio cultural de la Nación por el Congreso de Colombia en 2013.[59][60][61]
- Festival Nacional de la Cumbiamba: se celebra anualmente en Cereté, Córdoba.[62]
- Sirenato de la Cumbia: se celebra anualmente en Puerto Colombia, Atlántico.[63]
- Festival de Cumbia Autóctona del Caribe Colombiano: se celebra anualmente en Barranquilla.[64]
- Festival de Bailadores de Cumbia: se celebra anualmente en Barranquilla.[64]

El carnaval de Barranquilla es escenario de múltiples presentaciones y concursos de cumbia; el principal escenario de los desfiles, la avenida Vía 40, pasa a llamarese el "cumbiódromo" durante los días de carnaval, en analogía con el sambódromo de Río de Janeiro y otras ciudades de Brasil. Desde hace varios años se proyecta el traslado del cumbiódromo a la avenida del Río.

## Patrimonio cultural de Colombia
En 2006, la cumbia fue nominada por la revista Semana y el Ministerio de Cultura como símbolo cultural de Colombia, ocupando el puesto doce entre cincuenta candidatos.
En 2013 el Congreso de Colombia declaró patrimonio cultural de la Nación al Festival Nacional de la Cumbia José Barros de El Banco, Magdalena.
Desde 2013, el alcalde de Guamal, Magdalena (municipio ubicado en el territorio del antiguo país del Pocabuy), Álex Ricardo Rangel Arismendi, promueve el proyecto de declarar la cumbia como Patrimonio Cultural Inmaterial de la Nación Colombiana.
En octubre de 2022, la cumbia es declarada Patrimonio Cultural de la Nación.

## Difusión e introducción en Hispanoamérica

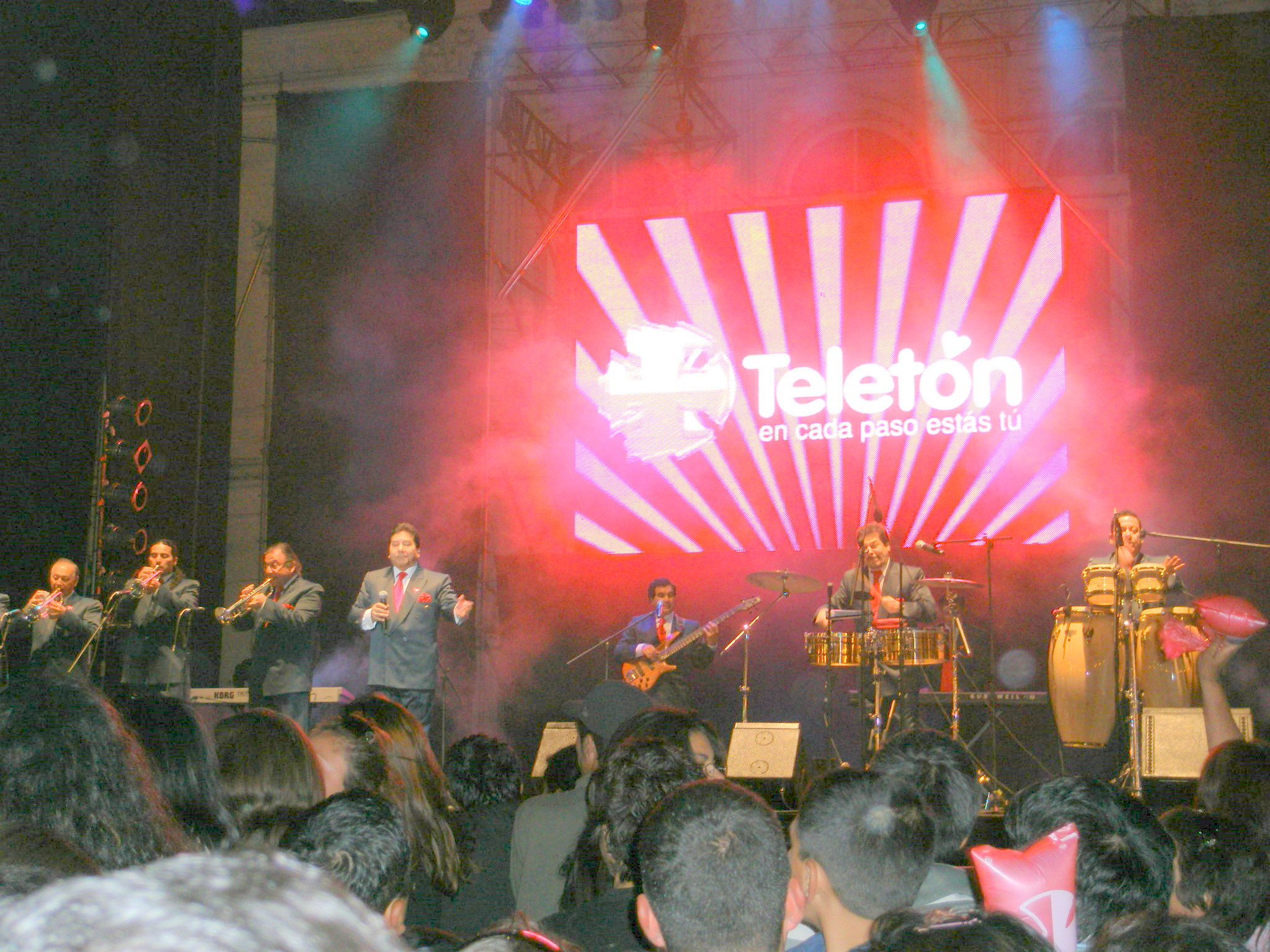
La Sonora de Tommy Rey grupo de cumbia chileno. La imagen muestra la clásica instrumentación de las variantes internacionales del género.

La época más fructífera de la industria musical colombiana se da en los años 1960, pero había comenzado con la fundación de Discos Fuentes en 1934, la de Discos Sonolux en 1949 y poco después la de Discos Victoria. Desde los años 1940, orquestas y agrupaciones como Lucho Bermúdez, Los Corraleros de Majagual, Los Hispanos o Los Graduados llevaron la cumbia a Perú, donde se hizo mucho más conocida con agrupaciones como Los Orientales de Paramonga, Los Mirlos, Los Destellos, Juaneco y su Combo y Cuarteto Continental quienes fueron los primeros en darle un ritmo propio a la cumbia peruana poniendo como instrumento principal la guitarra eléctrica gracias a esto se hace mucho más conocida en Argentina, El Salvador, México, Ecuador, Chile, Venezuela, entre otros, lo que propició que músicos locales dieran origen a variantes de la cumbia como resultado de su fusión con ritmos de cada nación, como la cumbia argentina, cumbia mexicana, cumbia salvadoreña, entre otros.

### Argentina
La cumbia y el porro fueron ritmos introducidos por Lucho Bermúdez, quien en 1946 graba para la RCA Víctor de Argentina 60 composiciones suyas con músicos prestados por Eduardo Armani y Eugenio Nobile. A comienzos de los años 1960, la agrupación de Bovea y sus vallenatos emigra a Argentina y da cierta difusión la cumbia en el país; paralelamente surgen en 1955 "Los Wawancó", primera banda de cumbia formada en Argentina y de gran popularidad, fenómeno que fue reforzado por la llegada del Cuarteto Imperial (grupo colombiano que se nacionalizó argentino), produciéndose así la aceptación definitiva del género en el país. La cumbia argentina ha aportado composiciones musicales y variaciones propias del ritmo como la cumbia villera. Existe una variedad llamada cumbia santafesina o cumbia con guitarra: en ese estilo el instrumento principal es la guitarra y sus composiciones son más complejas. En la  cumbia santafesina se abandonan los esquemas de dos o tres acordes simples y letras sobre el baile, y se empieza a experimentar con letras melancólicas y combinaciones de acordes atípicas para el género. Su creador, Juan Carlos Denis, es considerado un personaje importante de la música de la provincia. Su creación se difundió en 1976 con su disco "A mi gente" y su grupo "Los del Bohío". En general, la difusión más amplia de la cumbia en Argentina se realiza en la década de 1990 y se vincula con el descubrimiento y aceptación de los estratos medios y altos de la sociedad argentina de este género vinculado históricamente a los sectores populares.

### Cumbia marimbera (centroamericana)
En el sur y sureste de México (estados de Chiapas y Oaxaca) y toda Centroamérica hasta el noroeste de Costa Rica, es muy tradicional el uso de la marimba moderna (instrumento de percusión sonoro a base de madera originario de Mesoamérica), ya que dicho instrumento se desarrolló en la región. Desde la década de los años 1940, varios compositores centroamericanos crearon piezas musicales al ritmo de cumbia dándole un toque original.
Entre los principales impulsores de la cumbia están los nicaragüenses Víctor M. Leiva con "Cumbia piquetona", Jorge Isaac Carvallo con "Baila mi cumbia", Jorge Paladino con "Cumbia chinandegana" y agrupaciones como Los Hermanos Cortés con "A bailar con Rosita", "Entre ritmos y palmeras" y "Suenan los tambores" y Los Alegres de Ticuantepe con "Catalina". Todos tomaron como base el llamado Son nica incorporando instrumentos musicales como la marimba de arco y el violín de talalate. En el siglo XXI, estas composiciones han sido revitalizadas con fusión de ritmos de agrupaciones musicales como "La mancha de Leiva", "Revuelta Sonora", "Momotombo" y "La Cuneta Son Machín", esta última alcanzó una nominación al Premio Grammy 2015.
En El Salvador destacan Los Hermanos Flores con "La cumbia folclórica", "Salvadoreñas" y "La bala". La orquesta guatemalteca "Marimba Orquesta Gallito" es famosa en lo que a cumbia marimbera centroamericana se refiere. Desde México, hacen lo propio orquestas como "Marimba Chiapas" y "Marimba Soconusco".

### Chile
En Chile, la cumbia fue igualmente introducida por las grabaciones hechas en Colombia. La cumbia chilena nació cuando Luisín Landáez, un cantante venezolano, logró éxito con temas como "Macondo" o "La Piragua" y cuando la colombiana Amparito Jiménez grabó en Chile "La pollera colorá", entre otros temas.

### México
Quizás la primera cumbia grabada fuera de Colombia fue la Cumbia cienaguera en México en 1950, en la voz de Luis Carlos Meyer, quien andaba de gira en México a comienzos de los años 1940 después de haber grabado en Colombia con varias agrupaciones locales. En Ciudad de México hace contacto con uno de los más importantes directores de orquesta, Rafael de Paz. Con él graba en 1944 el tema "Micaela", y luego otros éxitos como "Mi gallo tuerto", "Caprichito", "Nochebuena". Gracias a su éxito, la cumbia y el porro colombianos comienzan a popularizarse en México combinándose con los sonidos locales a lado de Tony Camargo para crear los inicios de la futura cumbia mexicana. De los aportes en composiciones y estilos en el género de repercusión internacional sobresalen la tecnocumbia, cumbia tropical, cumbia grupera, cumbia andina mexicana y cumbia sonidera, haciendo protagonistas a los elementos eléctricos (sintetizadores y baterías eléctricas). Pese a su gran influencia en todo el país, es el área metropolitana de Monterrey el epicentro musical de la cumbia en México, siendo Celso Piña su principal exponente, y generándose una subcultura llamada los "kolombias".

### Perú
Como otros países del continente, fue invadido por los sonidos de las primeras grabaciones hechas en Colombia desde el norte del país y hacia la capital, por lo que comienzan a formarse agrupaciones que estaban dedicadas a interpretar generalmente música o repertorio de la música cubana, por lo que a mediados de los años 1960 comienzan aparecer en la discografía nacional para diversos sellos musicales como El Virrey, MAG, e Iempsa, orquestas como la de Lucho Macedo y Pedro Miguel y sus Maracaibos. Si bien es cierto en un principio tenía fuertes influencias de la cumbia colombiana, con el tiempo ha logrado tener un estilo propio y característico con matices o ritmos influidos por el rock, el huayno, las danzas nativas de la selva, el vals, el bolero, el merengue, la salsa, entre otros. El ritmo se extendió pronto en todas las regiones del país, motivando a algunos grupos a introducir elementos musicales peruanos, haciendo protagonista a las guitarras eléctricas. Los aportes más significativos del Perú a la cumbia son tanto la interpretación, composiciones y variantes entre la que sobresale la cumbia andina, tropical.

### Venezuela
Desde los años 1950 la cumbia tiene gran éxito e impacto en Venezuela debido a su cercanía con Colombia y a la emigración de colombianos. Dos de las más antiguas orquestas tropicales venezolanas que comienzan a interpretar y grabar cumbia en el país fueron Los Melódicos y la Billo's Caracas Boys. Los aportes más significativos han sido la creación de estilos cumbiamberos y venezolanos utilizando órganos melódicos y arpas.